# Callisto coffeella
Callisto coffeella là một loài bướm đêm thuộc họ Gracillariidae. Loài này có ở Fennoscandia và miền bắc Nga đến Pyrenees, Ý và România và từ Scotland đến Ukraina.
Sải cánh dài 10–12 mm. Có một lứa một năm, con trưởng thành bay vào tháng 6.
Ấu trùng ăn Salix arbuscula, Salix phylicifolia và Salix silesiaca. Chúng ăn lá nơi chúng làm tổ.